# Escut de Barberà de la Conca
L'escut oficial de Barberà de la Conca té el següent blasonament:
Escut caironat: d'atzur, 2 barbs nedant contrapassant d'argent. Per timbre una corona mural de poble.
Els dos barbs són un senyal parlant relatiu al nom de la localitat.

## Història
Va ser aprovat el 13 d'octubre del 1988.